# 大九湖
大九湖是一个位于中国湖北省神农架林区的湖泊，面积约为16.6平方千米。